# 卡尔-海因茨·梅茨纳
卡尔-海因茨·梅茨纳（德語：Karl-Heinz Metzner，1923年1月9日—1994年10月25日），德国前男子足球运动员，场上位置是中场。他曾代表西德国家队参加1954年国际足联世界杯，结果队伍获得冠军。